# Stenbäcktjärn
Stenbäcktjärn är en sjö i Härjedalens kommun i Härjedalen och ingår i Ljusnans huvudavrinningsområde. Stenbäcktjärn ligger i Rogen Natura 2000-område.